# Nicolai Kielstrup
Nicolai Kielstrup (Vejle, Jutelândia, Dinamarca, 4 de Outubro de 1991), é um pequeno cantor que participou no Junior Eurovision Song Contest 2005, em Hasselt na Belgica.
Em 2003 ele foi ver o Junior Eurovision Song Contest em Copenhaga, porque conhecia um dos participantes. Ele ficou fascinado com o que viu e, a partir desse momento, ele quis participar no concurso.
Nicolai já tinha escrito a música para Hasselt (2005), "Shake, Shake, Shake", um ano antes (2004) mas ele ainda não estava completamente satisfeito com o resultado, por isso esperou um ano e acabou a música a tempo da final Dinamarquesa de 2005.
Ele conheceu as suas 3 (três) dancarinas, Camilla (13 anos), Mellanie (12 anos) e Jytte (14 anos) há cerca de 3 (três) anos. Eles conheceram-se na escola para pequenos talentos cantores, dancarinos e actores, depois de se formarem eles decidiram formar um grupo de dança, a "Dream Dance". Eles costumam actuar juntos, mas Nicolai não tem grande experiencia como cantor (ou rapper).
"Shake, Shake, Shake" é um rap acerca de um rapaz que está apaixonado, mas ele está tão nervoso que está a actuar de uma forma estranha e não está a ter muita sorte... Os nervos não foram um problema para Nicolai, pois obteve a pontuaçao máxima na final Dinamarquesa.